# Макнот, Кен
Кен Макнот (англ. Ken McNaught; род. 11 января 1955, Керколди, Шотландия) — шотландский футболист, защитник. Сын футболиста Вилли Макнота.

## Карьера
Во взрослом футболе дебютировал в 1974 году в клубе «Эвертон», где провёл три сезона своей карьеры, приняв участие в 66 матчах.
В 1977 году присоединился в состав клуба «Астон Вилла», за который отыграл следующие шесть сезонов своей карьеры, являясь основным игроком защиты команды. За это время вместе с клубом завоевал титул чемпиона Англии, а также становился обладателем Кубка чемпионов УЕФА и обладателем Суперкубка УЕФА.
В 1983—1985 годах выступал за клубы «Вест Бромвич Альбион» и «Манчестер Сити», но нигде не задерживался дольше одного сезона.
Завершил карьеру футболиста в 1986 году в клубе «Шеффилд Юнайтед», за который выступал с 1985 года.

## Достижения
«Астон Вилла»
- Чемпион Англии: 1980/1981
- Обладатель Кубка чемпионов УЕФА: 1981/1982
- Обладатель Суперкубка УЕФА: 1982